# Lucie Giraud
Lucie Giraud (12 de febrero de 1992) es una deportista francesa que compitió en remo. Ganó una medalla de plata en el Campeonato Mundial de Remo en Sala de 2020, en la prueba de 500 m.

## Palmarés internacional
| Campeonato Mundial | Campeonato Mundial | Campeonato Mundial | Campeonato Mundial |
| Año                | Lugar              | Medalla            | Prueba             |
| ------------------ | ------------------ | ------------------ | ------------------ |
| 2020               | París (Francia)    | Medalla de plata   | 500 m              |